# Kunstleria philippensis
Kunstleria philippensis är en ärtväxtart som beskrevs av Elmer Drew Merrill. Kunstleria philippensis ingår i släktet Kunstleria och familjen ärtväxter. Inga underarter finns listade i Catalogue of Life.